# Aesculap-Polka
Die Aesculap-Polka ist eine Polka von Johann Strauss (Sohn) (op. 130). Das Werk wurde am 25. Januar 1853 im Tanzlokal Zum Sperl in Wien erstmals aufgeführt.

## Einzelnachweis
1. ↑  Quelle: Englische Version des Booklets (Seite 19) in der 52 CDs umfassenden Gesamtausgabe der Orchesterwerke von Johann Strauß (Sohn), Hrsg. Naxos (Label). Das Werk ist als zehnter Titel auf der 3. CD zu hören.